# Anything Goes (musical)
Anything Goes è un musical del 1934 su libretto di Guy Bolton, P. G. Wodehouse, Howard Lindsay e Russel Crouse e musiche di Cole Porter.
Il musical debuttò a Broadway con Ethel Merman, William Gaxton, Bettina Hall e Victor Moore come interpreti principali riscuotendo un grande successo; da allora è stato riproposto più volte a Broadway, Londra e in diverse nazioni.
Fra le varie canzoni del musical, l'omonima Anything Goes ha ricevuto numerose cover ed è stata usata per la scena d'apertura del film Indiana Jones e il tempio maledetto del 1984.

## Trama
Su un transatlantico le vite di una eccentrica showgirl convertitasi all'evangelismo, di un gangster travestito da prete, di giovani innamorati e vecchi conservatori si incrociano in una comica ragnatela di equivoci, amicizie e amori.

## Personaggi e interpreti
| Personaggio          | Broadway, 1934 | Londra, 1936  | Broadway, 1987          | Londra, 1989     | Londra, 2003       | Broadway, 2011 | Londra, 2021        | Altri interpreti |
| -------------------- | -------------- | ------------- | ----------------------- | ---------------- | ------------------ | -------------- | ------------------- | --- |
| Reno Sweeney         | Ethel Merman   | Jeanne Aubert | Patti LuPone            | Elaine Paige     | Sally Ann Triplett | Sutton Foster  | Sutton Foster       | Edie Adams, Stephanie J. Block, Gemma Craven, Kim Criswell, Tyne Daly, Sandy Duncan, Louise Gold, Linda Hart, Vicki Lewis, Ann Miller, Karen Morrow, Chita Rivera, Shirley Ross, Elaine Stritch, Geraldine Turner, Leslie Uggams, Benay Venuta, Margaret Whiting, Julie Wilson, Jo Anne Worley, Rachel York |
| Billy Crocker        | William Gaxton | Jack Whiting  | Howard McGillin         | Howard McGillin  | John Barrowman     | Colin Donnell  | Samuel Edwards      | Erich Bergen, Corbin Bleu, Michael Callan, Matt Cavenaugh, Gregg Edelman, Tim Flavin, Larry Kert, Hal Linden, Gordon MacRae, George Murphy, Matt Rawle, Rex Smith, Anthony Teague, Jim Walton |
| Hope Harcort         | Bettina Hall   | Adele Dixon   | Kathleen Mahony-Bennett | Ashleigh Sendin  | Mary Stockley      | Laura Osnes    | Nicole-Lily Baisden | Andra Akers, Irene Delroy, Barbara Lang, Audrey Meadows, Karen Ziemba |
| Moonface Martin      | Victor Moore   | Sydney Howard | Bill McCutcheon         | Bernard Cribbins | Martin Marquez     | Joel Grey      | Robert Lindsay      | Bruce Adler, René Auberjonois, Billy Boyle, Andy Devine, Jack Gilford, Michael McGrath, Victor Moore |
| Lord Evelyn Oakleigh | Leslie Barrie  | Peter Haddon  | Anthony Heald           | Martin Turner    | Simon Day          | Adam Godley    | Nicole-Lily Baisden | Boyd Gaines, Malcolm Gets, Roger Perry |
| Bonnie/Erma          | Vera Nunn      | Betty Kean    | Linda Hart              | Kathryn Evans    | Annette McLaughlin | Jessica Stone  | Carly Mercedes Dyer | Lisa Mordente, Dorothy Stanley |
| Mrs. Harcourt        | May Abbey      | Diana Wilson  | Anne Francine           | Ursula Smith     | Susan Tracy        | Jessica Walter | Felicity Kendal     | Kelly Bishop, Felicity Kendal, Sheila Smith, Sally Struthers, Jane Wymark |
| Elisha J. Whitney    | Paul Everton   | Richard Clark | Rex Everhart            | Harry Towb       | Denis Quilley      | John McMartin  | Gary Wilmot         | |
| Ching                | Richard Wang   | Ley On        | Stanford Egi            | Hi Ching         | Raymond Chai       | Andrew Cao     | Jon Chew            | Vincent Rodriguez III |
| Ling                 | Charlie Fang   | Ah Woo Sing   | Toshi Toda              | John Shin        | Vao Chin           | Raymond J. Lee | Alistair So         | |

## Adattamenti cinematografici
- Anything Goes, regia di Lewis Milestone (1936)
- Quadriglia d'amore (Anything Goes), regia di Robert Lewis (1956)